# Coussarea dulcifolia
Coussarea dulcifolia är en måreväxtart som beskrevs av D.Neill, C.E.Cerón och Charlotte M. Taylor. Coussarea dulcifolia ingår i släktet Coussarea och familjen måreväxter. Inga underarter finns listade i Catalogue of Life.